# Inishbofin

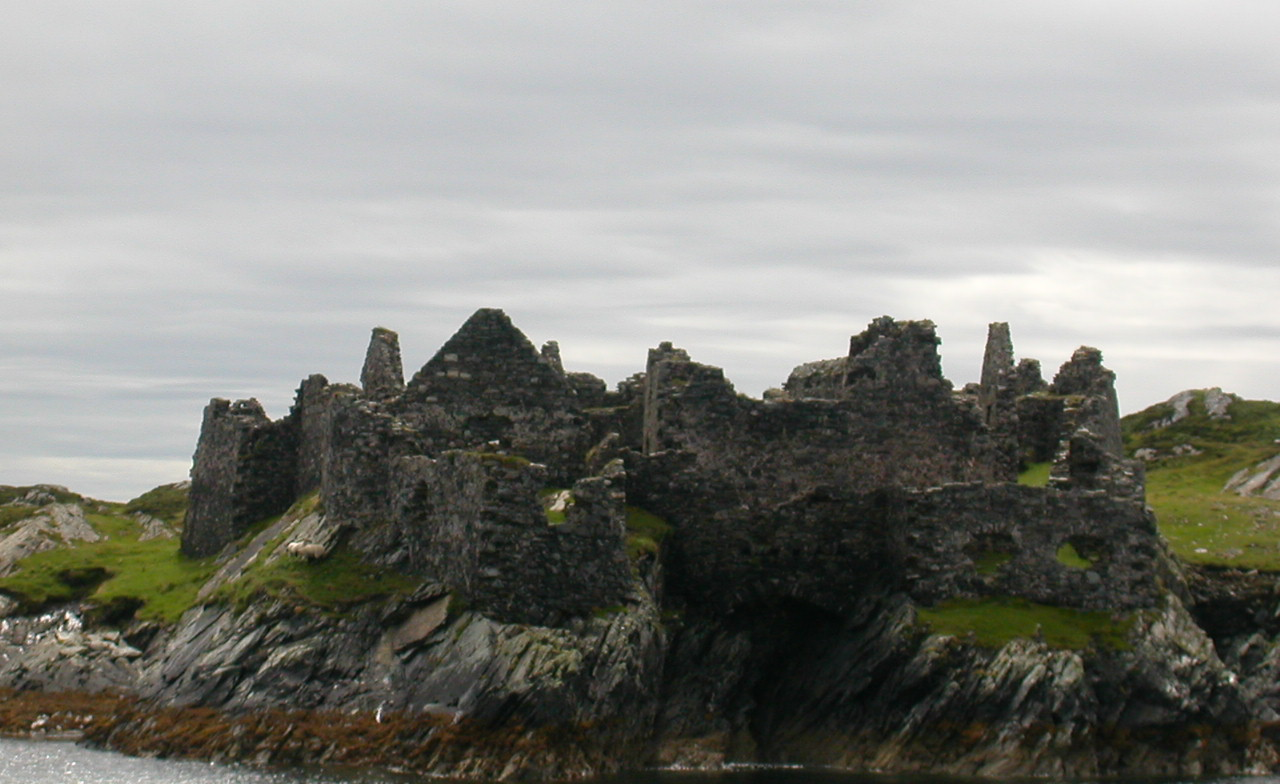
Fort

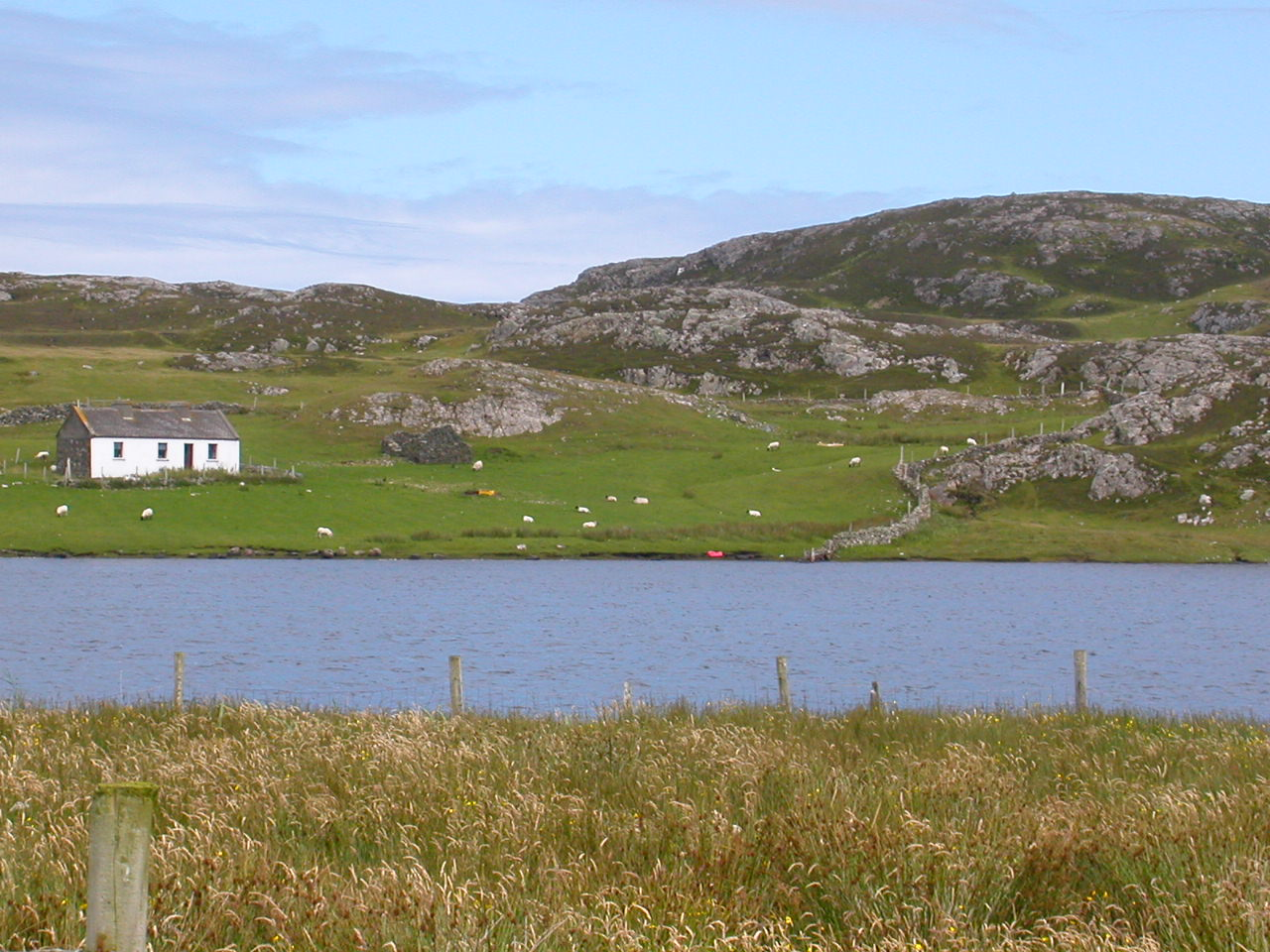
Landschap

Inishbofin (Inis Bó Finne in het Iers-Gaelisch) is een Iers eiland dat ongeveer 8 kilometer uit de kust van Connemara ligt. Het eiland is ongeveer 5,5 km lang en 3 km breed. Het eiland wordt, in tegenstelling tot de nabijgelegen eilanden Inishlyon (Inis Laigleán) en Inishark (Inis Áirc), nog steeds bewoond, door zo'n 200 mensen. Inishbofin heeft een goed bereikbare haven, de andere twee eilanden zijn soms maanden onbereikbaar vanwege de ruige Atlantische Oceaan.
Inishbofin is vanaf het vasteland bereikbaar per veerboot vanuit Cleggan.

## Geschiedenis
Hoewel het niet duidelijk is wanneer het eiland voor het eerst bewoond werd, vermoedt men dat Inishbofin al in het Neolithicum (de Jonge Steentijd) werd bewoond. Uit de ijzertijd dateren nog drie forten (Dun na h-Inine, Dun Dubh, en Dun Graine).
In de 7e eeuw vestigden zich monniken op het eiland. Sint Colman van Lindisfarne, afkomstig uit Connacht, moest Lindisfarne verlaten omdat hij tijdens de Synode van Whitby in 664 de Keltische manier verdedigde waarop de datum van Pasen werd vastgesteld. Na een reis via Iona, kwam Colman in 665 met een aantal Ierse monniken en 30 Engelse monniken aan op Inishbofin. Op de plek van de ruïne van een veertiende-eeuws kerkje lag het klooster van Sint Colman.
Door zijn strategische ligging en uitstekende natuurlijke zeehaven was Inishbofin een eiland dat een grote rol speelde in verschillende oorlogen en conflicten. In de Middeleeuwen lag Inishbofin buiten het bereik van de Noormannen. Connemara en de eilanden voor de kust werden destijds verdedigd door de families (clans) O'Flaherty en O'Malley.
In de late Middeleeuwen speelde Inishbofin een grote rol in de opstand van 1641 tegen de Engelsen, maar Inishbofin en Connemara werden toch veroverd. Rond 1656 werd het Cromwelliaanse fort gebouwd dat aan de opening van de haven ligt. De Keltische landheren vertrokken, o.a. naar Frankrijk.
In de 18e eeuw waren Inishbofin en de nabijgelegen eilanden in het bezit van de Engelse familie Burke. De bewoners van het eiland werden relatief met rust gelaten en voorzagen in hun levensonderhoud met het laten plunderen van schepen en met smokkelen.
Vlak voor de Grote Hongersnood in het midden van de negentiende eeuw bedroeg het aantal bewoners zo'n 1600. De eilandbewoners verdienden toen de kost met het jagen op zeehonden en haaien en met visserij. Na 1850 daalde het inwonertal sterk en nam sinds 1991 weer iets toe.

## Legende
De naam "Inishbofin" betekent "Eiland van de Witte Koe". Er zijn twee verklaringen voor die naam:
De ene is het verhaal waarin twee vissers verdwaalden in de mist en op het eiland terechtkwamen. Toen de mist optrok, zagen zij een oude vrouw een witte koe voortdrijven op het strand. Toen de vrouw het dier sloeg, veranderde het in steen.
De andere legende is dat de oude vrouw en de koe eens in de zeven jaar uit het Loch Bó Finne (Meer van de Witte Koe) tevoorschijn komen en op die manier een voorbode zijn voor dreigende rampen.

## Toeristische informatie
Inishbofin is een afgelegen eiland, wat het bijzonder rustig maakt. Wandelen is een activiteit waarvoor het eiland geschikt is, evenals vissen. Er zijn op Inishbofin enkele bezienswaardigheden, die hierboven al genoemd zijn:
- Het Cromwelliaanse fort
- De ruïnes van kerkjes, waaronder die op de locatie van het klooster van Sint Colman
- De klippen aan de noord- en westzijde van het eiland

Elk jaar vindt er een festival plaats. Er worden dan verschillende activiteiten georganiseerd, zoals traditionele muzieksessies, diverse workshops, archeologische wandelingen en er worden verhalen verteld in de Ierse traditie.
Op het eiland zijn 2 hotels, 1 jeugdherberg, 5 B&B's en een aantal vakantiehuisjes. Er is een klein kruidenierswinkeltje, een café, een museum en een postkantoor.